# Kristofer Michael Helgen
Kristofer Michael Helgen (Fridley, 14 marzo 1980) è uno zoologo statunitense.

## Biografia
Ottiene il Ph.D. in Biologia evolutiva presso l'Università di Adelaide, Australia nel 2007.
Nel 2009 è stato nominato come Esploratore Emergente dalla National Geographic Society, una delle sue massime onorificenze.
Attualmente è Curatore della sezione Mammiferi presso il National Museum of Natural History di Washington, D.C..
Ha descritto circa 100 specie di mammiferi, principalmente pipistrelli e roditori della Nuova Guinea.